# Castellanza

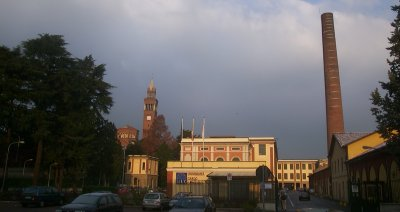
Castellanza

De Italiaanse stad Castellanza ligt in het uiterste zuiden van de provincie Varese tegen de grens met de metropolitane stad Milaan. De sterk geïndustrialiseerde plaats vormt samen met Busto Arsizio en Legnano een agglomeratie halverwege Varese en Milaan. De rivier de Olona stroomt dwars door het centrum; hierlangs ligt de oude katoenfabriek waarin nu de Universita Carlo Cattaneo gevestigd is. Deze vrije universiteit is in de volksmond beter bekend als LIUC en probeert de concurrentie met Bocconi in Milaan aan te gaan.